# Vijeće za norveški jezik
Vijeće za norveški jezik  (norveški Språkrådet) savjetodavno je tijelo vlade koje se bavi pitanjima jezika (Bokmål i Nynorsk). U nadležnosti vijeća spadaju 
- očuvanje norveškog jezika kao kulturne baštine
- povećati znanje o jeziku
- osiguranja kakvoće školskih knjiga.